# Museo de Medicina Laboral y Centro Cultural Nicolás Zavala
El Museo de Medicina Laboral y Centro Cultural Nicolás Zavala, es un museo dedicado a la historia hospitalaria y de minería ubicado en el Mineral del Monte, en el estado de Hidalgo (México).
Es un museo único en su tipo en México, al ser un ejemplo de la medicina laboral y un medio para conocer su historia. Conserva las instalaciones, mobiliario y equipo médico utilizado desde su apertura.
El Archivo Histórico y Museo de Minería de Pachuca  maneja este museo y también el Museo de Sitio Mina de Acosta, y el Museo de Sitio y Centro de Interpretación Mina La Dificultad.

## Historia
El 12 de febrero de 1906 la Sociedad Aviadora de Minas de Real del Monte y Pachuca fuera adquirida el por la United States Smelting Refining and Mining Company, que de inmediato introdujo adelantos tecnológicos, como fue el uso de la electricidad. aunque sin una adecuada capacitación por parte de la compañía, lo que generó un incremento de los accidentes
El hospital fue creado, en 1907, como respuesta a una demanda de los trabajadores, en una colaboración entre ellos y empresarios estadounidenses y fue el primer espacio para atender a los trabajadores de las minas además de sus familias. .
Para solventar parte de los gastos, se aplicó a los empleados y operarios de las minas un descuento de 2 a 4 %, así como una cuota especial de 5 ¢ por cada individuo para la construcción del hospital.
En 1907 el Hospital contaba con un cirujano en jefe, dos cirujanos ayudantes, una enfermera en jefe, cinco enfermeras y un boticario. La compañía construyó una unidad médico-quirúrgica integrada por dos salas, cada una equipada con doce camas, con espacio adicional para otras doce. La botica quedó instalada y equipada en noviembre de 1907.
El hospital dejó de brindar servicios médicos en 1982, cuando los trabajadores del hospital fueron incorporados a los servicios de salud del Instituto Mexicano del Seguro Social. En 1996 el Archivo Histórico y Museo de Minería Asociación Civil recibió en donación de la Compañía Real del Monte y Pachuca la propiedad y parte del equipo mobiliario. El proyecto se postergó hasta 2002, en ese momento se inició el acopio de recursos, y los trabajos de restauración y adaptación. El 27 de octubre de 2004 se inaugura el Museo de Medicina Laboral y Centro Cultural Nicolás Zavala.

## Arquitectura

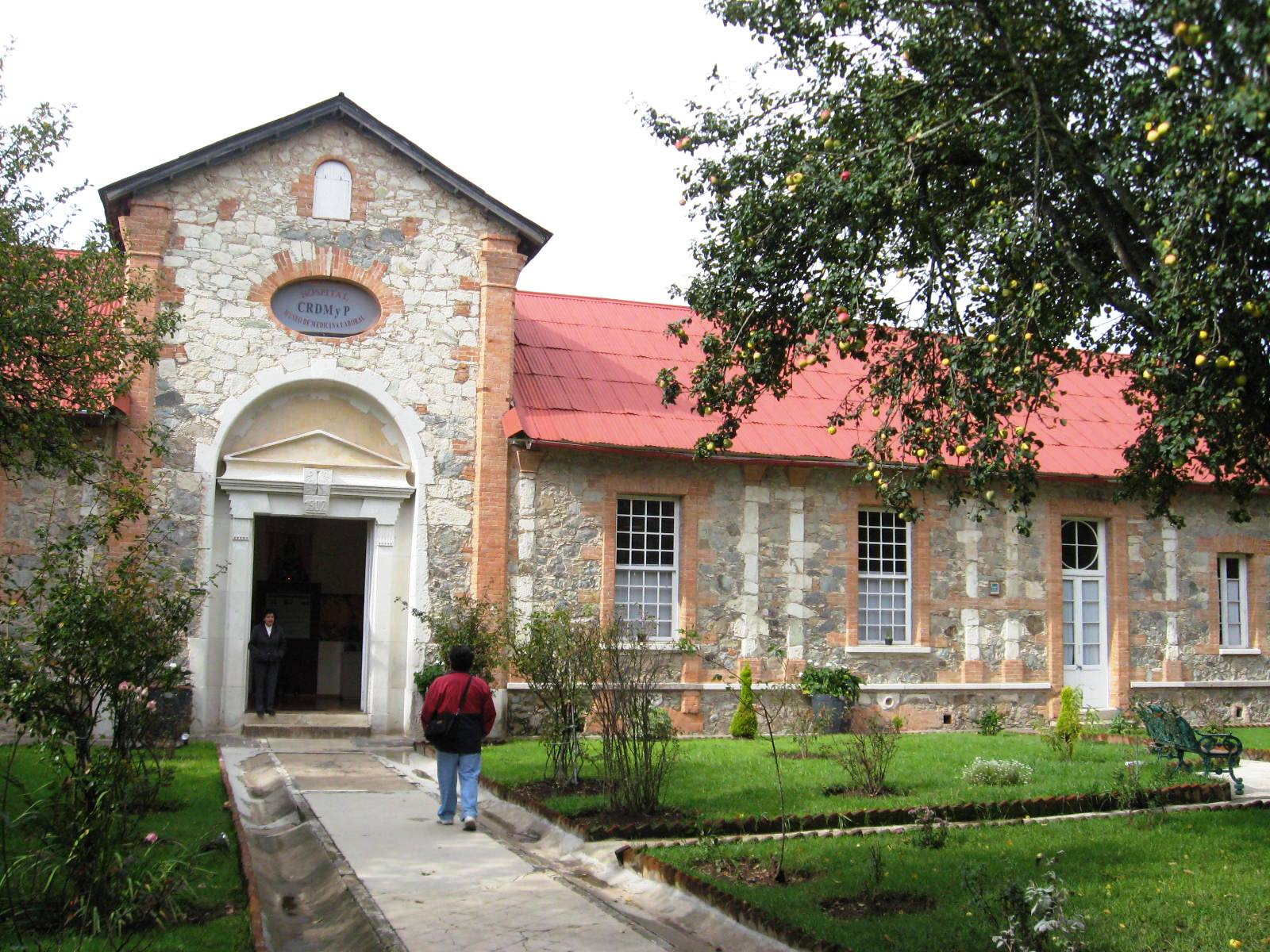
Fachada interior del museo

Se encuentra en un terreno de 2626 m²; la fachada tiene una arquitectura típica de la época, trabajada en ladrillo y piedra, con techos altos y grandes ventanales, que se han respetado con el paso de los años. Al interior se observan tres edificios que rodean un jardín dividido por dos andadores y una fuente de planta octagonal.

## Exhibiciones

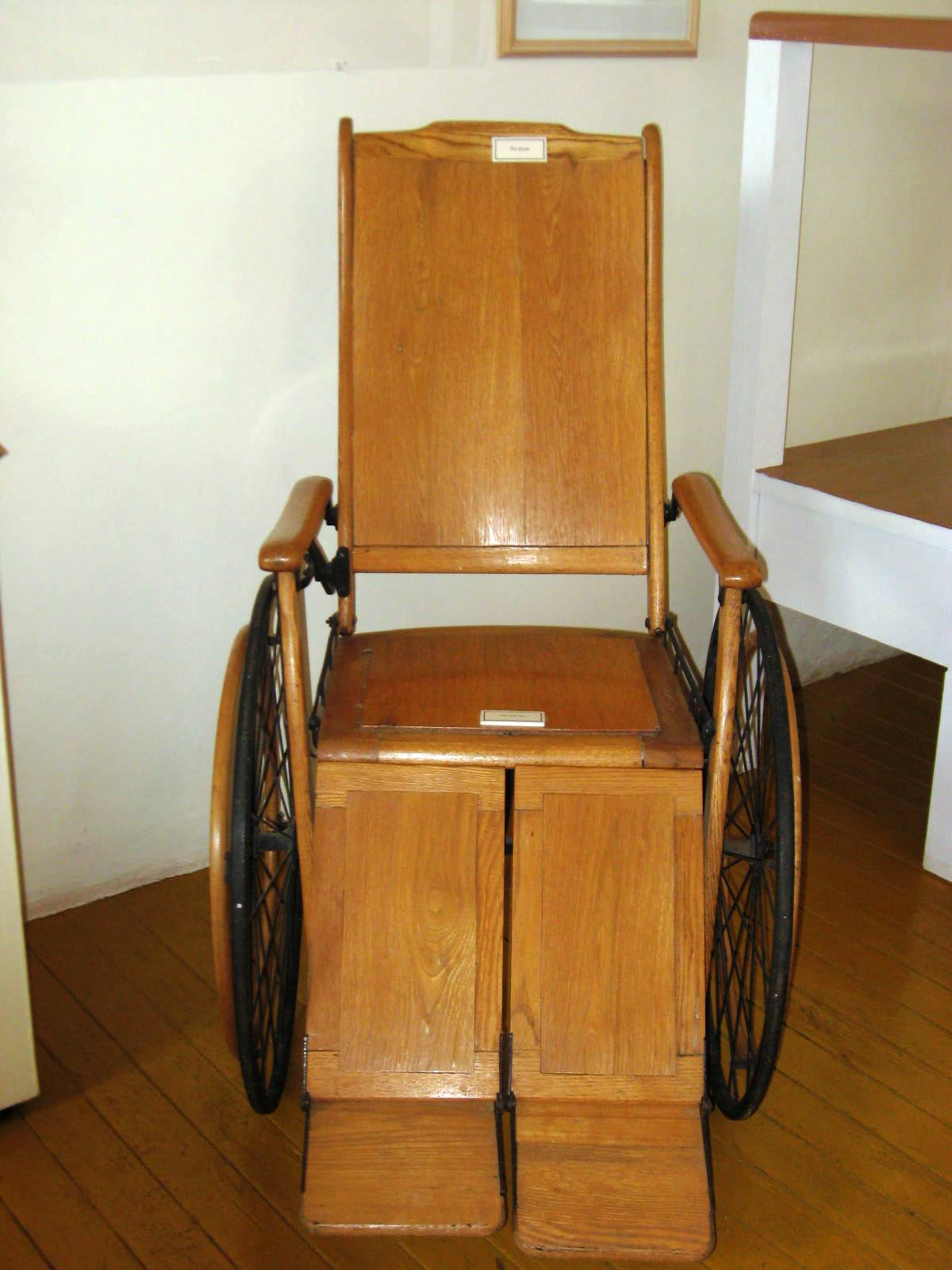
Silla de ruedas en exhibición.

Este museo conserva de manera integra el mobiliario, con exhibiciones en las áreas médicas como hospitalización, rayos x, enfermería, consulta médica, rehabilitación, ginecología, traumatología, ortopedia, quirófano, otorrinolaringología, y una botica donde elaboraban los medicamentos.
De igual forma, en el espacio que funcionó como casa de la enfermera en jefe se utiliza para presentar exposiciones de diversa índole cultural.
El centro cultural se complementa con una exhibición de carteles del departamento de seguridad en las minas, donde se ilustra los accidentes reales ocurridos en las minas, con la finalidad de advertir de los riesgos y peligros que los mineros podrían enfrentar, y observar las condiciones de trabajo que predominaron.
Otros de los servicios que ofrece este museo son: un archivo de la palabra, que intenta recuperar la historia oral del gremio minero, salas de exposiciones, en donde se da cabida a diversas expresiones artísticas.